# Daphniphyllum parvifolium
Daphniphyllum parvifolium là một loài thực vật có hoa trong họ Daphniphyllaceae. Loài này được Quisumb. & Merr. miêu tả khoa học đầu tiên năm 1928.